# Archive 81
Archive 81 ist eine US-amerikanische Horror-Fernsehserie, die auf dem Streamingdienst Netflix veröffentlicht wird. Im März 2022 wurde die Serie nach einer Staffel eingestellt.

## Handlung
Der Archivar Dan erhält den Auftrag, einige durch ein Feuer beschädigte Videobänder zu restaurieren. Dazu muss er jedoch in ein abgelegenes Haus ziehen ohne Kontakt zur Außenwelt und, wie er später herausfindet, unter ständiger Beobachtung seines Auftraggebers. Auf den Bändern ist das 25 Jahre alte Rohmaterial einer Videodokumentation der Dokumentarfilmerin Melody, in der sie die Bewohner eines Mehrfamilienhauses namens „The Visser“ interviewt: Vordergründig für ihre Doktorarbeit, in Wirklichkeit jedoch auf der Suche nach ihrer Mutter, die sie als Baby in einer Kirche abgelegt hat und in diesem Haus gewohnt haben soll.
Nach und nach kommt Melody dem dunklen Geheimnis des Hauses auf die Spur. Durch das Restaurieren der Bänder erfährt auch Dan, dass sein Vater Melody als Patientin hatte und in ihr Verschwinden verwickelt zu sein scheint. Dan und Melody interagieren mehr und mehr in realistisch wirkenden Träumen miteinander und die Auswirkungen der Interaktionen findet Dan auch auf den Videobändern.

## Besetzung und Synchronisation
Die deutschsprachige Synchronisation entstand im Auftrag der Iyuno-SDI Group Germany in Berlin. Die Dialogregie führte Maurice Taube, die Dialogbücher verfasste Arian Raschidi.
| Rolle                | Schauspieler       | Synchronsprecher   |
| -------------------- | ------------------ | ------------------ |
| Daniel „Dan“ Turner  | Mamoudou Athie     | Nick Forsberg      |
| Melody Pendras       | Dina Shihabi       | Marieke Oeffinger  |
| Samuel Spare         | Evan Jonigkeit     | Tobias Diakow      |
| Anabelle Cho         | Julia Chan         | Flavia Vinzens     |
| Jessica „Jess“ Lewis | Ariana Neal        | Derya Flechtner    |
| Mark Higgins         | Matt McGorry       | Karim El Kammouchi |
| Virgil Davenport     | Martin Donovan     | Frank Röth         |
| Steve Turner         | Charlie Hudson III | Armin Schlagwein   |
| Tamara Stefano       | Kate Eastman       | Juliane Kindler    |
| John Smith           | Eden Marryshow     | Thomas Wenke       |

## Episodenliste
| Nr. | Deutscher Titel          | Originaltitel             | Erstveröffentlichung USA | Deutschsprachige Erstveröffentlichung (D/A/CH) | Regie                          | Drehbuch                                   |
| --- | ------------------------ | ------------------------- | ------------------------ | ---------------------------------------------- | ------------------------------ | ------------------------------------------ |
| 1 | Mystery Signals          | Mystery Signals           | 14. Jan. 2022            | 14. Jan. 2022                                  | Rebecca Thomas                 | Paul Harris Boardman & Rebecca Sonnenshine |
| Dan ist ein Konservator, der darauf spezialisiert ist, alte Videobänder zu restaurieren. Eines Tages erhält er den Auftrag, ein Hi8 Videoband zu restaurieren. Es handelt sich dabei die Einleitung für eine Doktorarbeit von Melody Pendras, die eine Dokumentation über ein Wohnhaus namens „The Visser“ erstellen will. Sein Auftraggeber, Virgil Davenport, macht ihm das Angebot, weitere Filme dieser Dokumentation zur restaurieren. Dan lehnt zunächst ab, da Davenport weiß, dass Dans Familie in einem Feuer tödlich verunglückt ist, nimmt den Auftrag aber schließlich doch an. Bedingung ist jedoch, dass Dan in ein abgelegenes Haus zieht, das Davenports Firma „L.M.G.“ gehört. In dem Haus gibt es keine Internet Verbindung und keinen Handyempfang. Er restauriert ein Band, auf dem Melody nach einem Mädchen namens Jess sucht, die ebenfalls in dem Haus wohnt. Als Melody von Wachen festgehalten wird, erscheint Dans Vater, ein Psychiater, und versucht Melody zu beruhigen. Dan ist schockiert, dass sein Vater Dr. Turner mit dem Fall verbunden ist. Gleichzeitig wird eröffnet, dass Davenport Dan über ein verstecktes Videoüberwachungssystem beobachtet. |                          |                           |                          |                                                |                                |                                            |
| 2 | Wellspring               | Wellspring                | 14. Jan. 2022            | 14. Jan. 2022                                  | Rebecca Thomas                 | Rebecca Sonnenshine                        |
| Dan findet im Wald einen Platz mit Handyempfang und ruft seinen Freund Mark an. Diesem teilt er mit, dass er der Meinung ist, dass Davenport ihn wegen der Verbindung zwischen Dans Vater und Melody absichtlich ausgesucht habe. Mark überredet Dan weiterzumachen. Auf den Videobändern stellt Jess Melody weitere Bewohner des Hauses vor: Beatriz ein Medium, Tamara eine Komponistin und Samuel, der Ex-Freund von Tamara. Samuel lädt Melody zu einer Aufführung von Tamara ein und die beiden kommen sich näher, werden aber durch Annabelle, Melodys Mitbewohnerin, gestört. Durch eine Nachricht auf Melodys Anrufbeantworter erfährt Dan, dass Melody eine Patientin von seinem Vater war. Dan entdeckt einen geheimen Gang in dem Haus. Dort befindet sich ein durch ein Zahlenschloss gesicherter Raum. Er wird von Davenport erwischt und dieser eröffnet Dan, dass er es für möglich hält, dass Dans Vater das Feuer gelegt haben könnte, durch das Dans Familie gestorben ist. In der Nacht wird Melody durch Gesang geweckt und entdeckt im Keller des Hauses, dass viele Bewohner des Hauses eine Statue anbeten. Mark eröffnet Dan, dass Melody nicht in dem Hausbrand des Vissers gestorben sei, sondern noch am Leben ist. |                          |                           |                          |                                                |                                |                                            |
| 3 | Grauen im Kirchenschiff  | Terror in the Aisles      | 14. Jan. 2022            | 14. Jan. 2022                                  | Justin Benson & Aaron Moorhead | Michael Narducci                           |
| Melody wurde als Baby in einer Kirche ausgesetzt und wurde in einem Waisenhaus von Nonnen erzogen. Als Kind hatte sie immer wieder Blackouts, in denen sie seltsame Zeichnungen machte. Eine Frau namens Julia Bennett, vermeintlich ihre Mutter, hat sich immer wieder per Brief nach ihr erkundigt und als Absenderadresse das Visser angegeben, daher Melodys Interesse an dem Haus. Dan findet die Überwachungskameras und installiert einen Bypass, um heraus zu bekommen, wo sich diese befinden und welche Bereiche sie abdecken. Jess bekommet einen Anfall und wird von Melody zu Dr. Turner gebracht, aber von Jess’ aufgebrachter Mutter, die glaubt, dass Pater Russo die Anfälle eher in Griff bringen würde, abgeholt. Mark besucht die Melody, die in der Jetztzeit noch am Leben ist. Diese behauptet die Bänder seien alle eine Fälschung, doch Mark erkennt, dass es sich nicht um die richtige Melody handelt, sondern eine Frau, die ihre Identität übernommen hat. Melody findet Jess in ihrem Apartment an einen Stuhl gefesselt, während Pater Russo einen Exorzismus praktiziert. Melody und Samuel hindern Pater Russo daran, Pater Russo warnt jedoch Melody, dass sie das Haus verlassen solle, solange sie noch kann. Dan träumt davon, mit Melody sprechen zu können.                                                                               |                          |                           |                          |                                                |                                |                                            |
| 4 | Spirit Receivers         | Spirit Receivers          | 14. Jan. 2022            | 14. Jan. 2022                                  | Justin Benson & Aaron Moorhead | Evan Bleiweiss                             |
| Melody führt zusammen mit Annabelle ein Interview mit Mrs. Wall, einer Kunstsammlerin. In deren Apartment findet Melody die Statue, die die Bewohner des Hauses im Keller angebetet haben. Mrs. Wall gibt Annabelle ein Gefäß mit schwarzer Farbe, welches ihre „Schwester“ benutzt hat, um Bilder zu malen, die durch eine Verbindung mit der Geisterwelt entstanden sind. In einer weiteren Traumbegegnung zwischen Dan und Melody eröffnet Dan ihr, dass er der Sohn von Dr. Turner sei. Dan findet ein Tagebuch von T. Bellows, in dem der Zugangscode für den verschlossenen Raum geschrieben steht. Dan betritt diesen Raum und findet dort eine Veröffentlichung seines Vaters zum Thema „inter-dimensionale Brücken“. Auf einer Party von Mrs. Wall wird eine Seance abgehalten, beim Restaurieren dieser Bänder hält das Bild an und Melody erscheint. Dan erklärt Melody, dass sie vor 25 Jahren bei einem Brand im Visser gestorben sei. Zurück bei der Seance wiederholt das Medium Beatriz genau diese Unterhaltung, bevor Beatriz sich selbst verletzt. |                          |                           |                          |                                                |                                |                                            |
| 5 | Hinter den Spiegeln      | Through the Looking Glass | 14. Jan. 2022            | 14. Jan. 2022                                  | Haifaa Al Mansour              | Bobak Esfarjani                            |
| Im Krankenhaus warnt Beatriz Melody „es nicht rauszulassen“. Dr. Turner eröffnet Melody, dass er versucht hat, sie in einer Studie für Patienten mit bestimmten Wahrnehmungen, genannt Baldung, unterzubringen, doch sie wurde abgelehnt. Melody erfährt, dass Pater Russo in einem Unfall gestorben ist und findet heraus, dass er über das Visser ermittelt hat, dass Samuel mehrere gefälschte Identitäten hat und dass es einen Kult namens Baldung gibt und ihre Mutter diesem angehört haben muss. Außerdem erfährt sie, dass die Statue den Gott und Dämon Kaelego darstellt. Annabelle hat, vermittelt von Mrs. Wall, eine Kunstausstellung von Bildern, die alle mit der gleichen schwarzen Farbe – ein Schimmelpilz aus dem Visser – gemalt wurden und alle die gleiche Person darstellen. Melody stellt Samuel zur Rede als ein Junkie aus dem Visser zu Tode stürzt. Auf den Videoaufnahmen erkennt Dan kurz Davenport und darauf angesprochen gibt Davenport zu, dass Samuel sein Bruder ist. Er glaube weiterhin, dass Melody sowohl Samuel als auch Dans Familie ermordet habe. |                          |                           |                          |                                                |                                |                                            |
| 6 | The Circle               | The Circle                | 14. Jan. 2022            | 14. Jan. 2022                                  | Haifaa Al Mansour              | Helen Leigh                                |
| Mark eröffnet Dan, dass er Thomas Bellows gefunden habe und dieser ebenfalls von Davenport beauftragt wurde, VHS Bänder zu digitalisieren. Bellows hat bei der Arbeit Wahnvorstellungen bekommen und ist nach Abschluss der Tätigkeit verstorben. Dan zerstört alle Überwachungskameras im Haus. Melody erfährt, dass Annabelle auf der Kunstausstellung zwei Menschen schwer verletzt hat und jetzt in psychiatrischer Behandlung ist. Dan entdeckt auf einem Videotagebuch von Bellows, dass dieser die gleichen Gesichter auf seinen Videobändern gesehen hat wie er selbst. Melody wird von Samuel in den Raum gebracht, in dem die Rituale stattfinden und muss sich einen Snuff-Film ansehen, in der ein Beschwörungsritual für Kaelego durchgeführt wird und dabei ein junges Mädchen getötet wird. Sie vermutet, dass Jess ebenfalls geopfert werden soll und versucht sie zu finden. Dabei kommt es zu den Vorfällen aus der ersten Episode und Melody wird von Dr. Turner in die Psychiatrie gebracht. Dan entdeckt einen Raum, der dem Ritualraum aus dem Snuffilm ähnelt und in dem Videos von Melody in Endlosschleife laufen. Dabei wird Dan ohnmächtig geschlagen. |                          |                           |                          |                                                |                                |                                            |
| 7 | Der Fährmann             | The Ferryman              | 14. Jan. 2022            | 14. Jan. 2022                                  | Rebecca Thomas                 | Rebecca Sonnenshine                        |
| Dan wacht in seinem Apartment auf. Er will Davenport zur Rede stellen, wird jedoch von diesem mit rechtlichen Schritten bedroht. Mark teilt Dan mit, was er über die Vos-Gesellschaft und William Crest herausgefunden hat. Dan erkennt, dass die Person auf Annabels Bildern Iris Vos ist. Im Jahr 1924 stellt Iris Vos die junge Rose als Haushälterin ein. Iris führt eine Gruppe an, die Kaelego anbetet und das Ziel hat, diesen in diese Welt zu holen. Als eine Baldung-Hexe versucht, das Ritus-Buch zu stehlen, wird diese von Iris Bruder erschossen. Die Vos-Familie will das Ritual durchführten und filmt sich dabei selbst. Der dabei entstandene Film ist der Snuff-Film, den Melody gesehen hat. Als Iris Rose tötet, erscheint ein mysteriöses Licht und die Aufnahme hört auf. Mark und Dan finden Annabelle in einer Psychiatrie. Sie sagt den beiden, dass Melody in der anderen Welt auf Dan wartet. |                          |                           |                          |                                                |                                |                                            |
| 8 | Was im Verborgenen liegt | What Lies Beneath         | 14. Jan. 2022            | 14. Jan. 2022                                  | Rebecca Thomas                 | Evan Bleiweiss & Michael Narducci          |
| Melody flieht aus der psychiatrischen Anstalt, um Jess zu retten. Annabelle gibt Dan eine Schachtel mit Kassetten, die Jess für ihn dagelassen hat. Auf diesen Kassetten sieht man, dass Melody Jess retten kann dabei aber ohnmächtig geschlagen wird. Samuel und die anderen Mitglieder der Kults setzen das Ritual fort, mit Tamara als Ersatz für Jess. Doch statt Kaelego erscheint Iris in dem Portal und Samuel und Melody treten hindurch. Jess, die sich zurück geschlichen hat, filmt das ganze und kann gerade noch rechtzeitig fliehen, als ein Feuer ausbricht. Mark und Dan beschließen, dass Ritual zu wiederholen, um Melody aus dem Portal zu retten, werden aber von Bobbi daran gehindert. Bobbi gibt sich als Baldung Hexe und Melodys Mutter zu erkennen und hilft den beiden schließlich, das Portal zu öffnen. Dan tritt hindurch und findet sich in seinem alten Wohnhaus inmitten seiner Familie wieder. Er erkennt, dass es sich um eine Illusion handelt und macht sich auf die Suche nach Melody, die er schließlich auch findet. Gemeinsam versuchen sie das Portal zu verlassen, doch Samuel erscheint am Ausgang und zieht Melody durch das Portal hindurch, so dass nur sie in der Gegenwart landet. Dan wacht in einem Krankenhaus auf und findet sich im Jahr 1994 wenige Wochen nach dem Feuer im Visser als Überlebender des Brandes wieder. |                          |                           |                          |                                                |                                |                                            |

## Entstehungsgeschichte
Die Serie basiert auf einem gleichnamigen Podcast, der von Marc Sollinger und Daniel Powell erschaffen wurde. Die beiden wirken auch als Co-Produzenten an der Serie mit. Am 26. Oktober 2020 wurde bekannt gegeben, dass Rebecca Sonnenshine als Executive Producerin und Showrunner für eine Netflix-Horror-Fernsehserie engagiert wurde. Die Gottheit Kaelego wurde von Sonnenshine frei erfunden und beruht auf keiner Vorlage, die mysteriöse Sprache, die der Kult spricht, basiert auf einer Altsächsischen Sprache, wurde aber von einem Linguisten extra für die Serie entworfen.

## Kritiken
Philipp Bovermann von der Süddeutschen Zeitung fragt in seiner Kritik, ob die Verzweiflung bei den Netflix-Verantwortlichen auf der Suche nach einem Hit so groß gewesen sei, dass sie „gewissermaßen die Mutter aller Mystery-Serien gedreht haben, nach dem Viel-hilft-viel-Prinzip, bis zur Sinnentleerung und Selbstreferenz?“ Er erwägt aber gleichzeitig: „Bedeutet das, einen Schritt weitergedacht, ‚Archive 81‘ ist genial, eine Art ‚Videodrome‘ für das Streaming-Zeitalter?“ Meagan Navarro von bloody-disgusting bescheinigt der Serie ein schauriges Sounddesign und dass man sich leicht in Dans und Melodys Reisen verlieren kann, bemängelt aber das eher schwache Ende der Staffel.